# Kyōsuke Hashimoto
Kyōsuke Hashimoto (japanisch 橋本 恭輔 Hashimoto Kyōsuke; * 2. Mai 1998 in Tokyo Metropolis) ist ein japanischer Fußballspieler.

## Karriere
Kyōsuke Hashimoto erlernte das Fußballspielen in den Jugendmannschaften des Teraji FC und dem Criaju FC, in der Schulmannschaft der Aomori Yamada High School in Aomori City, sowie in der Universitätsmannschaft der Niigata University of Health & Welfare in Niigata City. 2021 stand er beim Tokyo 23 FC in Tokio unter Vertrag. Der Verein spielte in der  Kantō Soccer League (Division 1). Für den Regionalligisten stand er 19-mal auf dem Spielfeld. Im Januar 2022 wechselte er zum YSCC Yokohama. Der Verein aus Yokohama spielte in der dritten japanischen Liga. Sein Drittligadebüt gab er am 12. März 2022 (1. Spieltag) im Heimspiel gegen den FC Gifu. Hier stand er in der Startelf und spielte die kompletten 90 Minuten. Das Spiel endete 0:0.